# Galvesia ballii
Galvesia ballii là một loài thực vật có hoa trong họ Huyền sâm. Loài này được Munz mô tả khoa học đầu tiên năm 1926.